# Líliya Kaskarakova
Líliya Kaskarakova –en ruso, Лилия Каскаракова– (25 de abril de 1980) es una deportista rusa que compitió en lucha libre. Ganó tres medallas en el Campeonato Europeo de Lucha entre los años 2003 y 2009.

## Palmarés internacional
| Campeonato Europeo | Campeonato Europeo | Campeonato Europeo | Campeonato Europeo |
| Año                | Lugar              | Medalla            | Categoría          |
| ------------------ | ------------------ | ------------------ | ------------------ |
| 2003               | Riga (Letonia)     | Medalla de plata   | 48 kg              |
| 2006               | Moscú (Rusia)      | Medalla de oro     | 48 kg              |
| 2009               | Vilna (Lituania)   | Medalla de bronce  | 48 kg              |